# Viștea Mare
Viștea Mare – szczyt w Górach Fogaraskich, w Karpatach Południowych. Leży w centralnej Rumunii i jest trzecim pod względem wysokości (po Moldoveanu i Negoiu) szczytem tego kraju.